# Pierre Mauroy
Pierre Mauroy, född 5 juli 1928 i Cartignies, Nord, död 7 juni 2013 i Clamart, Hauts-de-Seine, var en fransk politiker, medlem av Socialistiska partiet (PS), och landets premiärminister från 23 maj 1981 till 17 juli 1984 under president François Mitterrand. Mauroy var även borgmästare i Lille 1973-2001.
Mauroy gick vid 16 års ålder med i ungdomsorganisationen av Franska sektionen av Arbetarinternationalen (SFIO, en föregångare till PS), och var dess nationelle sekreterare från 1950 till 1958. 1963 blev han ledamot av SFIO:s partistyrelse. Vid partikongressen i Épinay-sur-Seine 1971 var han en av de som hjälpte Mitterrand att ta kontroll över Socialistpartiet. Han valdes in i parlamentet på en mandat från departementet Nord 1973.
Mauroy var talesperson för Mitterrands presidentvalskampanj 1981 och blev efter presidentvalet utsedd till premiärminister. Han avgick 1984 efter kontroverser kring finansieringen av privata skolor.
Mauroy var förstesekreterare för Socialistpartiet 1988-1992 och ordförande för Socialistinternationalen 1992-1999. Han stödde Ségolène Royals kandidatur när det franska socialistpartiet skulle utse presidentkandidat år 2007.

## Utmärkelser
- Storkorset av Nationalförtjänstorden,  1981
- Storkorsriddare av Republiken Italiens förtjänstorden,  5 juli 1982
- Officer av Quebecs nationalorden,  1986
- Storofficer av Hederslegionen,  21 november 2008
- Storkors av Kristi militärorden[7]
- Senegals Lejonorden
- Republiken Polens förtjänstorden
- Finlands Lejons orden
- Riddare av Leopoldorden
- Kommendör av Kronorden
- Förbundsrepubliken Tysklands förtjänstorden - stora kommendörskorset
- Stora ordensbandet av Cederträdorden

[Redigera Wikidata]